# شهرستان وبستر (ویرجینیای غربی)
شهرستان وبستر، ویرجینیای غربی (به انگلیسی: Webster County, West Virginia) یک سکونتگاه مسکونی در ایالات متحده آمریکا است که در ویرجینیای غربی واقع شده‌است.

## خصوصیات
شهرستان وبستر ۱٬۴۴۰٫۰۴ کیلومترمربع مساحت دارد.